# Lilium lophophorum
Lilium lophophorum (chinesisch 尖被百合, Pinyin jiānbèi bǎihé) ist eine Art aus der Gattung der Lilien (Lilium) in der Asiatischen Sektion innerhalb der Familie der Liliengewächse (Liliaceae).

## Beschreibung

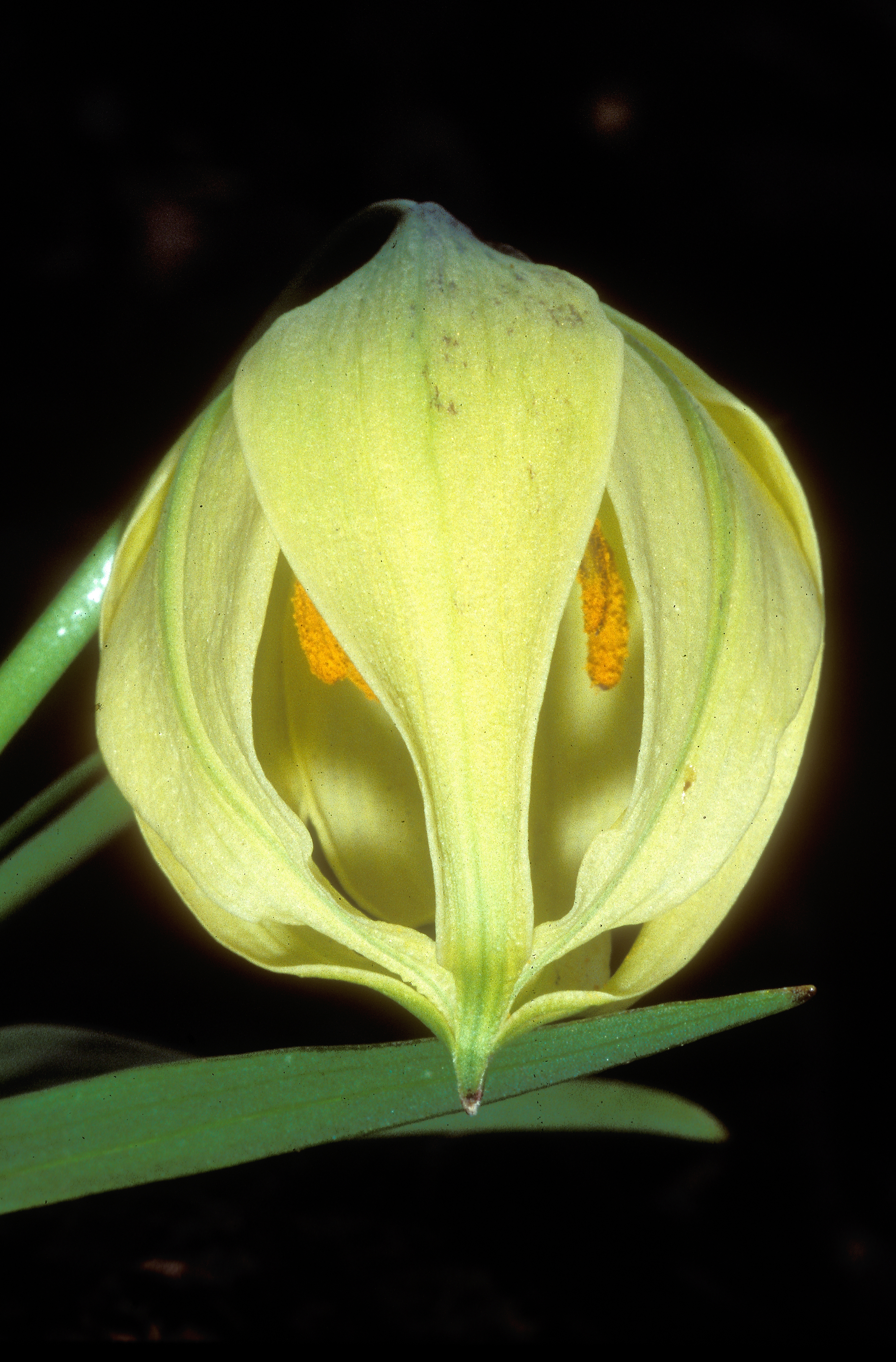
Blüte

Lilium lophophorum erreicht eine Wuchshöhe von 10 cm bis 45 cm. Die Zwiebeln sind klein, rundlich und erreichen einen Durchmesser von zwischen 1,5 cm und 3,5 cm, sie sind mit weißen lanzettförmigen Schuppen locker überzogen. Der Stängel ist hart und gerade. Die Laubblätter sind variabel, schmal bis breit lanzettförmig, zwischen 5 cm und 12 cm lang und zwischen 0,3 und 2 cm breit. Sie sind frei über den Stängel verteilt, bilden aber oft Büschel. Der Blattrand ist papillös.
Die Pflanze blüht von Juni bis Juli in der Regel mit einer einzelnen, selten mit zwei bis drei nickenden Blüten. Die zwittrigen Blüten sind dreizählig. Die sechs gleichgestalteten Blütenhüllblätter (Tepalen) laufen zusammen und berühren sich an den Spitzen, sie sind zwischen 4,5 cm und 5,7 cm lang und zwischen 0,9 und 1,6 cm breit. Die Grundfarbe der Blüten ist gelb, blass gelb oder blass gelb-grün, selten rosa. Die Art hat ungepunktete Blüten, var. linearifolium jedoch deutlich purpurn-rote Punkte. Die inneren Blütenblätter haben wimperartige Anhängsel beidseits der Nektarien. Die Staubblätter sind zusammenlaufend. Die Samen reifen von August bis September in 2 cm bis 3 cm großen Samenkapseln.

## Verbreitung
Lilium lophophorum findet sich in Wäldern oder auf Gebirgswiesen in Höhenlagen zwischen 2500 und 4500 m NN in den Provinzen Sichuan, Xizang und Yunnan der Volksrepublik China.

## Taxonomie und Systematik
Lilium lophophorum wurde 1891 als Fritillaria lophophora von Louis Édouard Bureau und Adrien René Franchet in Journal de Botanique (L. Morot) Band 5, Seite 153 erstbeschrieben. Sie wurde 1898 von Adrien René Franchet in Journal de Botanique (L. Morot) Band 12, Seite 221 als Lilium lophophorum (Bureau & Franch.) Franch. in die Gattung Lilium gestellt. Ein Synonym von Lilium lophophorum (Bureau & Franch.) Franch. ist Nomocharis lophophora (Bureau & Franch.) W.E.Evans.
Man kann 2 Varietäten unterscheiden:
- Lilium lophophorum var. linearifolium (Sealy) S.Yun Liang
- Lilium lophophorum var. lophophorum.

## Kultivierung
Lilium lophophorum ist in Kultur selten und bisher nicht zum Züchten von Hybriden herangezogen worden, wenngleich ihre Blütenform ungewöhnlich ist.

## Nachweise
1. 1 2 3  Liang Songyun, Minoru N. Tamura: Lilium lophophorum. In: Wu Zhengyi, Peter H. Raven, Hong Deyuan (Hrsg.): Flora of China. Band 24. Missouri Botanical Garden Press / Science Press, St. Louis / Beijing 2000, ISBN 978-0-915279-83-8, S. 138 (online [abgerufen am 3. Februar 2009]).